# Ricardo Moura
Pour les articles homonymes, voir Moura (homonymie).
Ricardo Bento de Moura, né le 4 février 1979, est un pilote de rallyes portugais et açoréen.

## Biographie
Il commence la compétition automobile en 2001, sur Daewoo Lanos Kit Car.
L'ensemble de ses victoires ont été acquises sur Mitsubishi Lancer Evo (IX), mais depuis le rallye de Mortágua 2013 (victorieux), il évolue parfois sur Škoda Fabia S2000.

## Palmarès (au 30/11/2014)

### Titres
- Triple Champion du Portugal des rallyes, en 2011, 2012 et 2013 (les trois fois par l'essentiel sur Mitsubishi Lancer Evo IX, ses deux copilotes étant en alternance Sancho Eiró et António Costa);
- Triple Champion du Portugal des rallyes du Groupe N, en 2010, 2011, et 2012;
- sextuple Champion des Açores des rallyes, en 2008, 2009, 2010, 2011, 2012, 2013 et 2014;
- Champion des Açores des rallyes quatre roues motrices, en 2013;
- Champion des Açores des rallyes du Groupe N, en 2012;
  - 3e du championnat du Portugal des rallyes, en 2010;
  - 3e du championnat du Portugal des rallyes du Groupe A, en 2013;
  - 3e du championnat du Portugal des rallyes du Groupe N, en 2009;
  - 3e du championnat des Açores des rallyes, en 2006 et 2007;

### 13 victoires en championnat du Portugal
- Rallye des Açores: 2010 (5e au général), 2011 (6e au général),  2012 (6e au général), et 2013 (3e au général);
- Rallye Torrié: 2011;
- Rallye de Madère: 2011 (7e au général), et 2012 (4e au général);
- Rallye du centre du Portugal: 2011 et 2012;
- Rallye Vieira do Minho: 2012;
- Rallye Além Mar / Ilha Lilás: 2012;
- Rallye de Mortágua: 2013;
- Rallye d'Algarve: 2013.